# 卡摩加耶廟
卡摩加耶廟，是位於印度阿薩姆邦古瓦哈提西部的尼拉恰爾山上的沙克達教寺院群，供奉女神卡摩加耶，是51個沙克達教聖地中最古老的，主要供奉迦梨和難近母的十個化身。
它也是印度教徒尤其是怛特羅密教信徒朝聖的重要目的地。

## 歷史
歷史學家認為，卡摩加耶廟最早是卡西人和加羅人的一個部落女神Kameikha（字面意思是堂兄的母親）的古老祭祀場所，這些民族的民間傳說為這個說法提供了支持。卡利卡往世書和16世紀-17世紀左道性力密續瑜伽母怛特羅也提到女神卡摩加耶是克拉塔人。祭祀的傳統一直延續到今天，奉獻者每天早晨都會帶著雄性動物和鳥類來獻給女神。
寺院最早是在蔑戾车王朝時建立(7-10世紀)，在10世紀時已成為當地密宗信仰的中心。